# Porträt des Giuliano de’ Medici
Das Porträt des Giuliano de’ Medici ist die Bezeichnung einer Reihe von Tafelbildern, die Giuliano di Piero de’ Medici darstellen, den jüngeren Bruder von Lorenzo il Magnifico, dem Stadtherrn von Florenz zwischen 1469 und 1492. Die Bildnisse zählen zu den bekanntesten Porträts von Sandro Botticelli. Es gibt drei Versionen, eine in Washington, eine in Bergamo und eine in Berlin.

## Beschreibung
Alle drei Gemälde sind mit Temperafarben gemalt, also Farbaufstrichen, deren Bindemittel aus einer Mischung von wässrigen und nicht wässrigen Substanzen besteht, die durch einen Emulgator zusammengehalten werden. Temperafarben sind alterungsbeständig und können aufgrund der schnellen Trocknung unmittelbar nacheinander aufgetragen werden. Der Farbauftrag in mehreren Schichten erfordert allerdings eine große Erfahrung und technische Kenntnisse. Als Maluntergrund verwendete Botticelli wie bei vielen seiner Gemälde Holz von der Pappel. Die Ausführung auf Holz galt damals als hochwertiger im Vergleich zur Leinwand.
Das größte und bedeutendste dieser Bildnisse befindet sich heute in der National Gallery of Art in Washington. Von den drei bekannten Fassungen weist dieses Gemälde den höchsten Grad an bildräumlicher Differenzierung und bildgegenständlicher Komplexität auf. Der Betrachter blickt hier durch einen schmalen Steinrahmen auf den im Typus des Büstenporträts dargestellten jungen Mann, der seinen Kopf zu drei Vierteln nach rechts gedreht hat, so dass man ihn annähernd im Profil sieht.
Giulianos haselnussbraune Augen blicken melancholisch nach unten und sind nur halbgeöffnet, was für Porträts aus dieser Zeit ungewöhnlich ist. Die Gesichtshaut ist blassgelb, die Stirn wird in der Mitte von einer tiefen Falte durchzogen, die Nase ist lang und spitz, das Haar schwarz, lang und leicht gewellt, die blassrosa Lippen sind dezent geschwungen und schmal. Der Unterkiefer ragt kaum merklich über die Profillinie hinaus. Das angehobene Kinn und der nach hinten geneigte Oberkörper verleihen dem Porträt einen selbstbewussten und etwas hochmütigen Ausdruck. Die Kleidung, eine samtene rote Tunika mit Pelzbesatz über einem braunen Hemd, entspricht der Mode des wohlhabenden Bürgertums aus dieser Zeit.
Links unten auf dem Steinrahmen sieht man eine Turteltaube, die sich auf einem verdorrten Zweig niedergelassen hat. Die Taube ist dem linken Bildrand zugeneigt, während sich Giuliano dem rechten Bildrand zuwendet. Eine steinerne Wand bildet den Bildhintergrund und umfasst eine Fensteröffnung, die mit zwei hölzernen Fensterläden abschließt, von denen einer weit geöffnet ist und den Blick auf einen weiten blassblauen Himmel lenkt.
Das Porträt aus der Accademia Carrara von Bergamo besitzt ebenfalls eine Fensteröffnung im Hintergrund, allerdings in Beigetönen gehalten mit einem höheren Sims ohne Fensterläden. Die Fensteröffnung ist allerdings wenig differenziert ausgestaltet. Das Porträt in der Gemäldegalerie der Staatlichen Museen zu Berlin zeigt die Büste von Giuliano ohne Fensteröffnung vor einem neutralen blaugrünen Hintergrund und erscheint wie ein vergrößerter Ausschnitt der beiden anderen Bildnisse. Das Taubenmotiv im Vordergrund findet sich ausschließlich auf dem Gemälde von Washington.

## Geschichte
Giuliano de’ Medici war der zweite Sohn von Piero de’ Medici, Stadtherr von Florenz (Signore di Firenze) zwischen 1464 und 1469. Sein älterer Bruder Lorenzo folgte 1469 dem Vater als Stadtherr von Florenz nach. Giuliano galt als gutaussehend, charmant und liebenswürdig und hatte Freude an der Jagd und heiteren Festen. Sein Bruder Lorenzo vertraute ihm gelegentlich politische Aufgaben an. Obwohl er ein bedeutender Vertreter der Familie Medici war, hatte Giuliano nur geringe machtpolitische Ambitionen. Vielleicht auch gerade deshalb war er bei der Florentiner Bevölkerung sehr beliebt und populär.

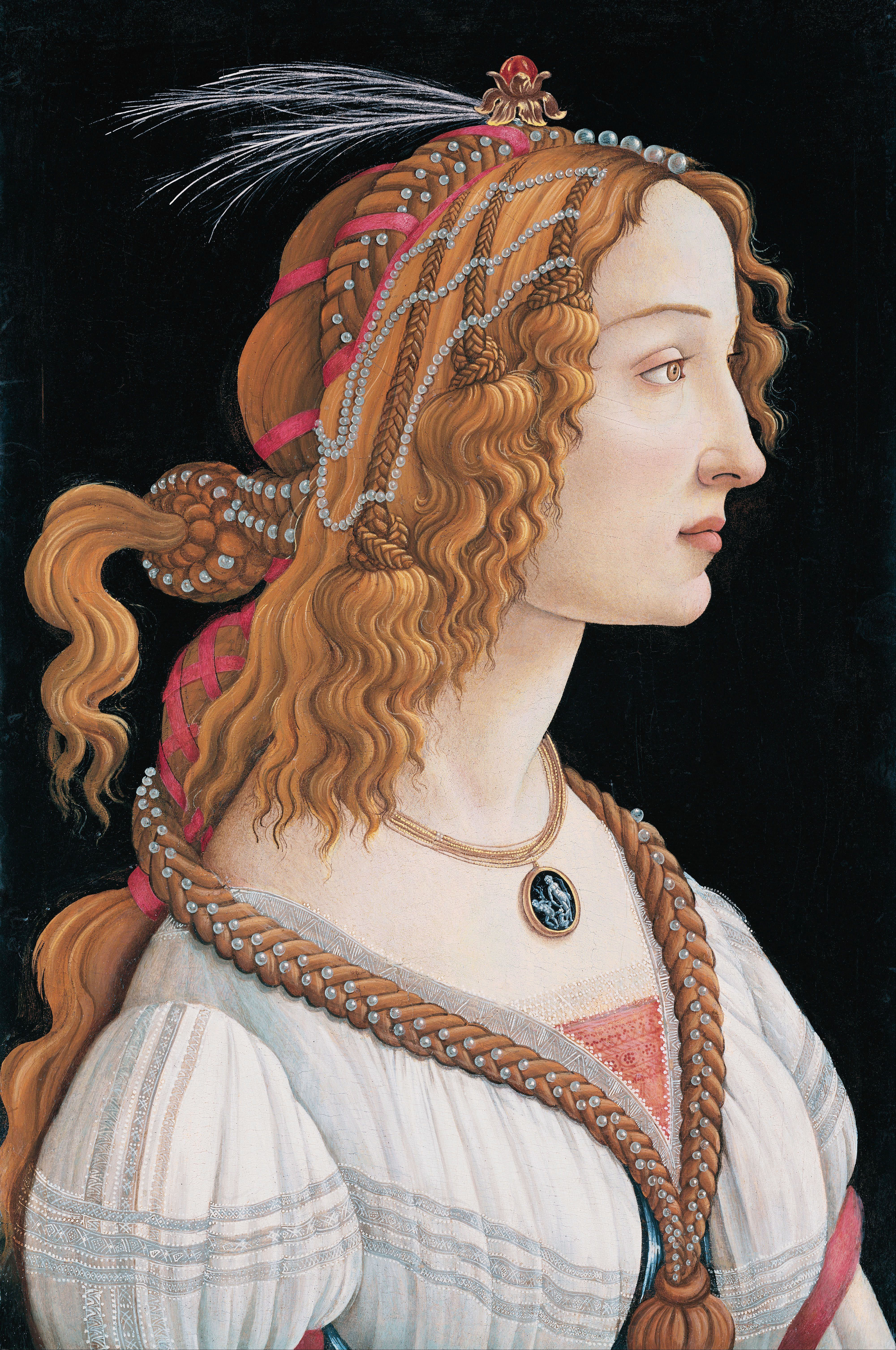
Idealisiertes Porträt der Simonetta Vespucci von Botticelli (1480)

Giuliano de’ Medici war ein großer Verehrer der Simonetta Vespucci, die aus der Genueser Familie der Cattaneo stammte und aufgrund ihrer Schönheit von Botticelli häufig als idealisiertes Modell verwendet wurde. 1475 hatte Giuliano bei einem zu seinen Ehren veranstalteten Ritterturnier Simonetta Vespucci zu seiner Turnierdame auserkoren. Er umwarb sie damit wie im Zeitalter der höfischen Minne mit einer reinen platonischen Liebe. Botticelli hatte anlässlich dieses Turniers eine Standarte für Giuliano gemalt, die in allegorischer Form Giulianos unerfüllte Liebe zu Simonetta darstellte, da sie mit einem Mitglied der Familie Vespucci verheiratet war. 1476 verstarb Simonetta im Alter von 23 Jahren an Tuberkulose.
Giuliano de’ Medici fiel im April 1478 der Verschwörung der Pazzi zum Opfer, die mit ihm und seinem Bruder verfeindet waren. Die Verschwörung, an der auch Papst Sixtus IV. und sein Neffe Girolamo Riario beteiligt waren, sollte die Medici-Herrschaft in Florenz beenden. Der entscheidende Mordanschlag auf Lorenzo und Giuliano erfolgte bei einer Messe in der Kathedrale von Florenz. Während Lorenzo sich retten konnte, starb Giuliano unter zahlreichen Messerstichen. Der Umsturzversuch scheiterte schließlich auch am Widerstand eines großen Teils der Bevölkerung, der loyal zur Familie de Medici stand und sich zu Racheakten hinreißen ließ. Botticelli wurde beauftragt, an der Fassade des ehemaligen Justizpalastes zur Abschreckung Schandbilder der Verschwörer anzubringen. Als Andenken ließ man eine Erinnerungsmedaille mit den Porträts von Lorenzo und Giuliano de’ Medici prägen. Vermutlich wurden noch weitere Gedenkporträts von Giuliano de’ Medici in Umlauf gebracht.

## Bildanalyse
Die Entstehung der drei Porträts hinsichtlich des Anlasses und des Zeitpunkts ist bis heute nicht geklärt. Ebenso wenig lässt sich die chronologische Reihung der Gemälde untereinander zweifelsfrei festlegen. Auch der Auftraggeber ist unbekannt. Es könnte sich auch um mehrere Auftraggeber handeln. Sie dürften jedenfalls zwischen 1476 und 1480 entstanden sein. Da Giuliano de’ Medici in allen drei Bildnissen die Augen gesenkt hat, könnte dies als Hinweis auf seinen Tod verstanden werden. Das geöffnete Fenster würde dann den Übergang vom Leben zum Tod oder die Hoffnung auf Unsterblichkeit symbolisieren. Demnach könnte es sich um Gedenkporträts handeln, die alle postum nach der Ermordung des Giuliano de’ Medici 1478 entstanden sind.
Auf dem Bildnis aus Washington greift auch die Taube das Thema des Todes auf. So schreibt Aristoteles in seiner Historia animalium, dass sich die Taube nach dem Ableben ihres Partners vollkommen loyal verhalte, keine neue Verbindung mehr eingehe und sich nur noch auf dürren Zweigen niederlasse. Neben dem Totengedenken ist also die Loyalität zum Verstorbenen ein weiteres Thema des Porträts. Angesichts der Ermordung Giulianos in der Pazzi-Verschwörung eröffnet sich hier die Deutungsmöglichkeit, dass das Motiv der Taube auf das loyale Verhalten der Parteigänger der Medici anspielt.
Das Gemälde von Washington könnte allerdings auch vor dem Tod des Giuliano de’ Medici entstanden sein. Dann würde sich eine alternative Interpretation mit einem trauernden Giuliano ergeben. Als Anlass der Trauer käme der frühe Tod von Simonetta Vespucci in Betracht, die von Giuliano sehr verehrt worden war. In diesem Sinne könnte die Taube als Symbol der ewigen Trauer Giulianos um Simonetta Vespucci gedeutet werden. Dementsprechend könnte Giuliano selbst das Bildnis zu ihrem Gedenken in Auftrag gegeben haben. Die dreifache Ausfertigung wäre für ein privates Porträt allerdings ungewöhnlich.
Das Gemälde, das sich heute in der Accademia Carrara in Bergamo befindet, ist nach herrschender Meinung das erste Gemälde, das Botticelli anfertigte. Wenn man davon ausgeht, dass es nach dem Tod von Giuliano entstanden ist, dann könnte Botticelli als Vorlage eine nicht mehr erhaltene Totenmaske von Giuliano verwendet haben. Die Gesichtszüge auf dem Gemälde von Bergamo mit den leblosen, halbgeschlossenen Augen und den hohlen Wangen scheinen darauf hinzudeuten. Wenn man diesem Ansatz folgt, so könnte das Porträt von Bergamo angesichts seiner nur grob skizzierten Architektur als eine erste Studie betrachtet werden, der die Bildnisse von Washington und Berlin folgten.
In der Version von Washington tilgte Botticelli die tiefen Falten der Augendeckel unter den Augenbrauen, die Schatten unter den Augen und die Nasenlippenfurche. Botticelli drehte auch den Kopf leicht und neigte ihn etwas nach hinten, vielleicht um das Porträt lebendiger als in der Studie von Bergamo wirken zu lassen. Es scheint sich hier um ein erstes vollendetes Porträt zu handeln, das nun annähernd der unlängst verstorbenen, in der kollektiven Vorstellung aber noch sehr präsenten öffentlichen Person entsprach.
Nach diesem Ansatz stellt die dritte Version aus Berlin, in der Giuliano in derselben Pose, aber vor einem einheitlichen blauen Hintergrund dargestellt ist, den Höhepunkt und Abschluss des Ausarbeitungsprozesses dar. Darauf deuten die freiere Behandlung der Kleidung, die weichere Modellierung des Gesichts und die lebendige Behandlung des dichten, vollen Haars hin. Außerdem ist die Figur von jeglichem architektonischen Hintergrund befreit, wie es bei allen späteren Botticelli-Porträts auch der Fall ist. Die Annahme, dass die Ausfertigung ohne Hintergrund die abschließend gültige Form darstellt und dadurch die zeitliche Abfolge der Entstehung festgelegt werden kann, wird durch Analysen gestützt, die 2011 während der Konservierung des Gemäldes aus Bergamo durchgeführt wurden. Demnach übermalte man einige Zeit nach der Herstellung des Bildnisses den Hintergrund vollständig mit blauer Farbe, so dass es einst der Version aus Berlin ähnelte.

## Provenienz
Das Gemälde von Washington befand sich später im Besitz von Ferdinando I. de’ Medici, Großherzog der Toskana. Um 1796 war Marchese Alfonso Tacoli Canacci (1724–1801) aus Florenz der Eigentümer des Werks, das er an seinen Neffen Pietro Tacoli (1773–1847) aus Modena vererbte. Dessen Tochter Adelaide Tacoli brachte das Gemälde durch ihre Heirat in die Familie Bellincini Bagnesi aus Modena. 1940 veräußerte Zelindo Bonaccini (1890–1967) das Werk an Vittorio Cini (1885–1977), einen Großunternehmer aus Venedig, der es vermutlich um 1948 an die New Yorker Galerie von Georges Wildenstein verkaufte. 1949 erwarb der Mäzen und Kunstsammler Samuel H. Kress das Gemälde und schenkte es 1952 der National Gallery of Art.
Die Herkunft der Version aus Bergamo ist weit weniger bekannt. Das Gemälde scheint sich bis Ende des 19. Jahrhunderts in Privatbesitz befunden zu haben. 1883 erwarb Giovanni Morelli (1816–1891), ein Politiker, Arzt und Kunsthistoriker, das Gemälde und vermachte es testamentarisch der Accademia Carrara. Auch die Provenienz der Version aus Berlin ist nicht hinreichend dokumentiert. Mitte des 19. Jahrhunderts befand sich jedenfalls das Gemälde im Palazzo Strozzi in Florenz. 1877 oder 1878 erwarben die Königlichen Museen zu Berlin das Bildnis aus der Sammlung von Ferdinando Strozzi (1821–1878), einem Mitglied der gleichnamigen Patrizierfamilie und Nachfahren von Filippo Strozzi.

## Reproduktionen
Botticellis Werk wurde zu einem Prototyp für das Erinnerungsporträt von Giuliano de’ Medici. Es ist anzunehmen, dass bereits Botticelli selbst mit Hilfe seiner Werkstatt das Porträt replizierte. Ein bekanntes Beispiel ist das Werk aus der Sammlung Mario Crespi in Mailand, das wahrscheinlich von Botticelli selbst oder aber aus seiner Werkstatt stammte. Auch spätere Darstellungen versuchten Botticellis Porträt mehr oder weniger detailgetreu wiederzugeben, so die Kopie von Cristofano dell’Altissimo und die Nachbildung aus der Walker Art Gallery in Liverpool. Bemerkenswert ist das Porträt von Santi di Tito, der etwa 100 Jahre später Botticellis Büstenporträt zu einem Kniestück erweiterte und den Hintergrund zu einem möblierten geschlossenen Innenraum abwandelte.

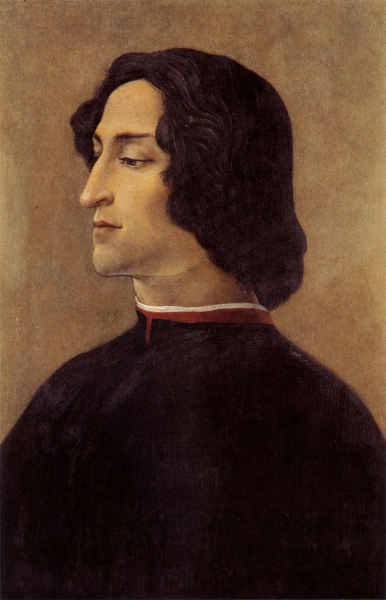
Seitenverkehrtes Replikat aus der Sammlung Mario Crespi
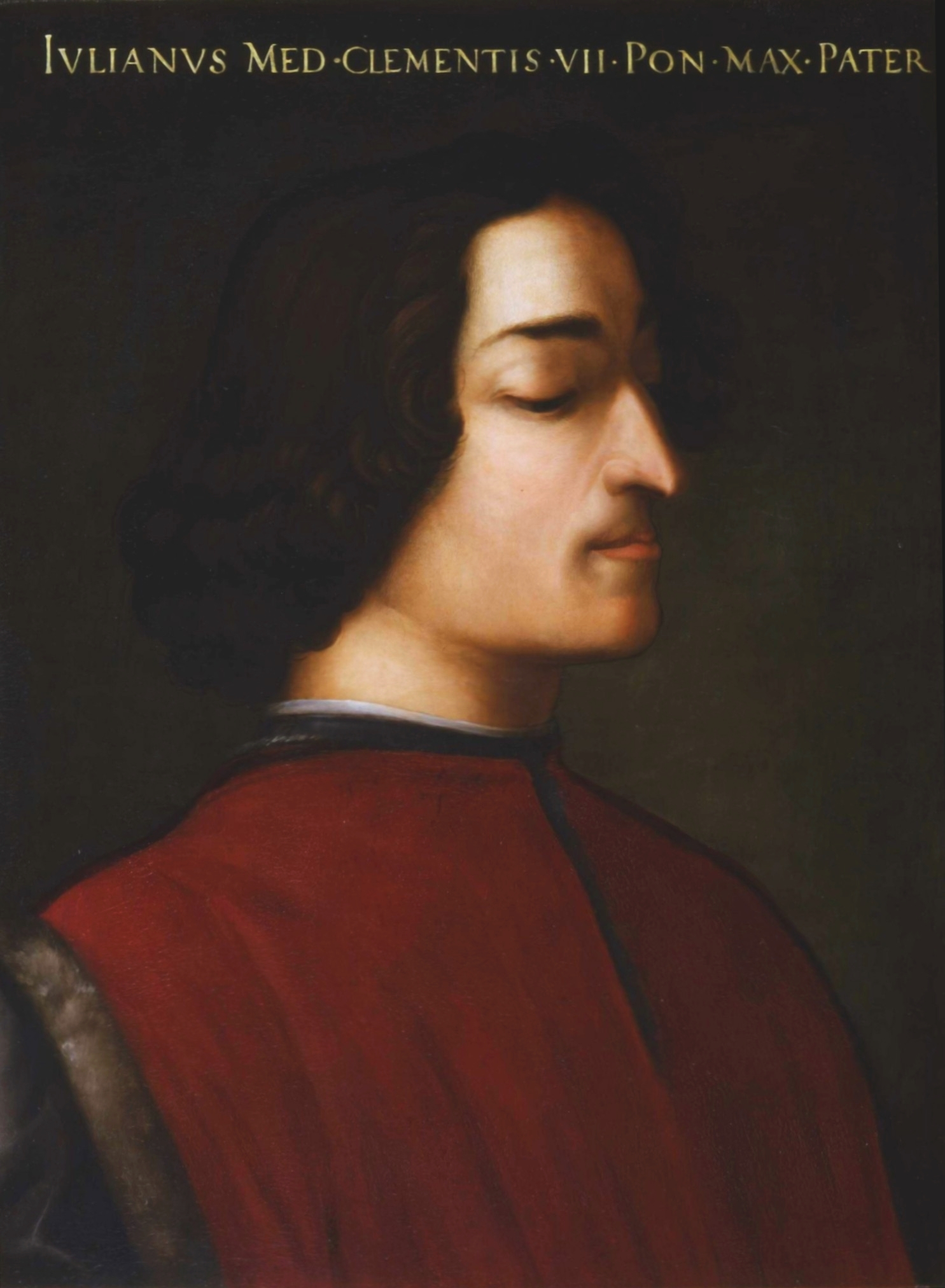
Kopie von Cristofano dell’Altissimo
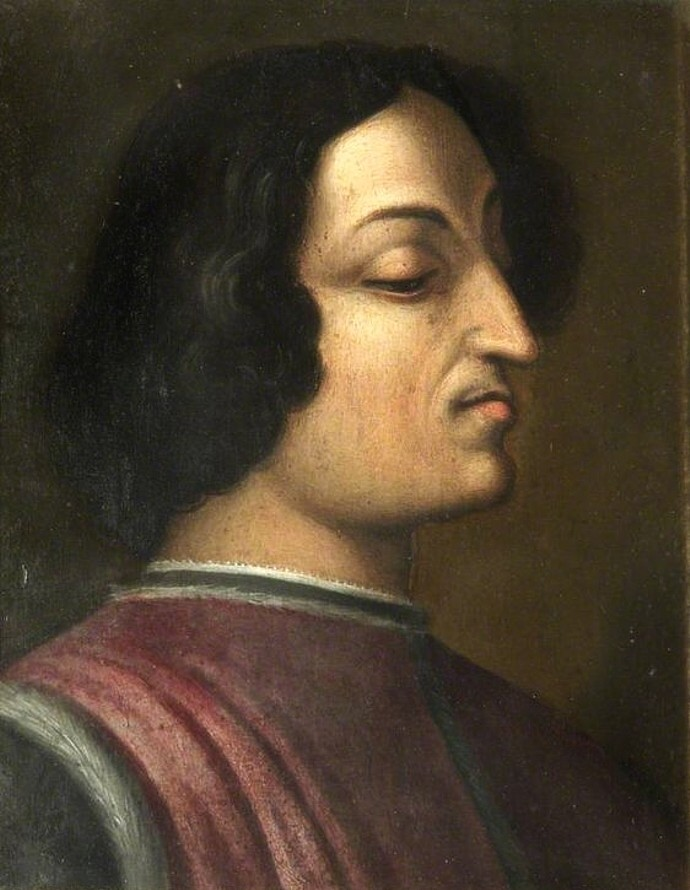
Nachbildung aus der Walker Art Gallery
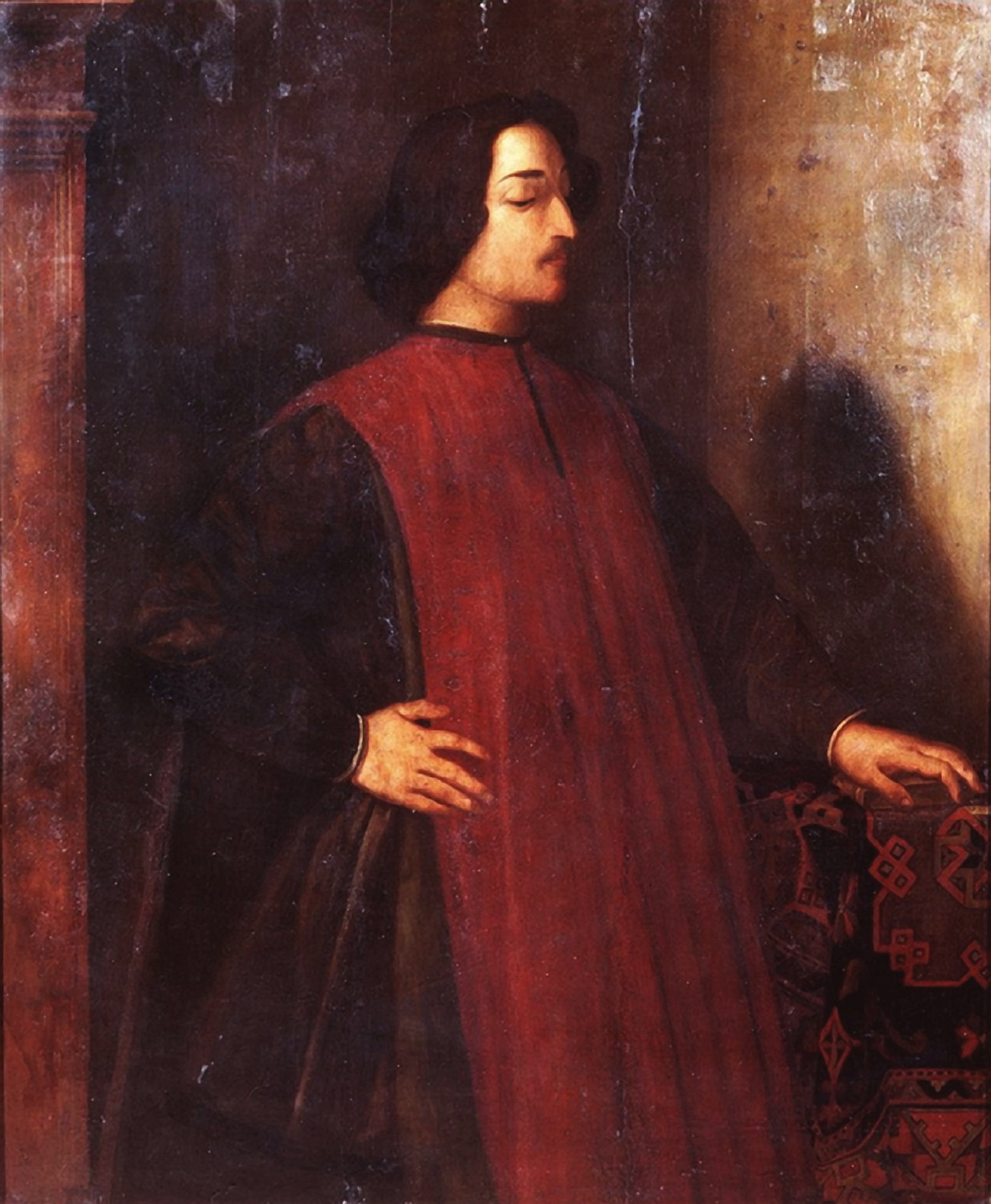
Porträt von Santi di Tito